# Eulaira simplex
Eulaira simplex är en spindelart som först beskrevs av Chamberlin 1919.  Eulaira simplex ingår i släktet Eulaira och familjen täckvävarspindlar. Inga underarter finns listade i Catalogue of Life.